# Bronson (Michigan)
Bronson ist eine Kleinstadt im Branch County im US-amerikanischen Bundesstaat Michigan.
Bronson liegt zwischen Chicago und Detroit an dem U.S. Highway 12.
Das U.S. Census Bureau hat bei der Volkszählung 2020 eine Einwohnerzahl von 2307 ermittelt.